# Jean-Baptiste-Antoine Lassus
Jean-Baptiste-Antoine Lassus (París, 19 de marzo de 1807-Vichy, 15 de julio de 1857) fue un arquitecto francés del siglo XIX que se convirtió en uno de los primeros expertos en la restauración o reconstrucción de la arquitectura medieval. Fue un firme creyente de que la temprana arquitectura gótica era la verdadera tradición francesa y cristiana, y se opuso a los estilos clásicos grecorromanos promovidos por el establishment académico.
Lassus fue el primero que aplicó a los edificios de la Edad Media los métodos de examen y del razonamiento arqueológico y en combinar el enfoque gráfico con el estudio de los textos antiguos. Simultaneó las investigaciones arqueológicas con la práctica del arquitecto restaurador responsable de numerosos e importantes monumentos: Sainte-Chapelle, Notre-Dame, San Severín y Saint-Germain-l'Auxerrois, en París; las catedrales de Chartres y Le Mans y numerosos edificios bretones.
Aplicó el fruto de sus investigaciones a la construcción de nuevas iglesias: San Nicolás de Nantes, Sagrado Corazón de Moulins, San Pedro de Dijon, San Saturnino Cusset, San Juan Bautista Belleville; y en la realización de monumentos civiles y artes decorativas.

## Biografía

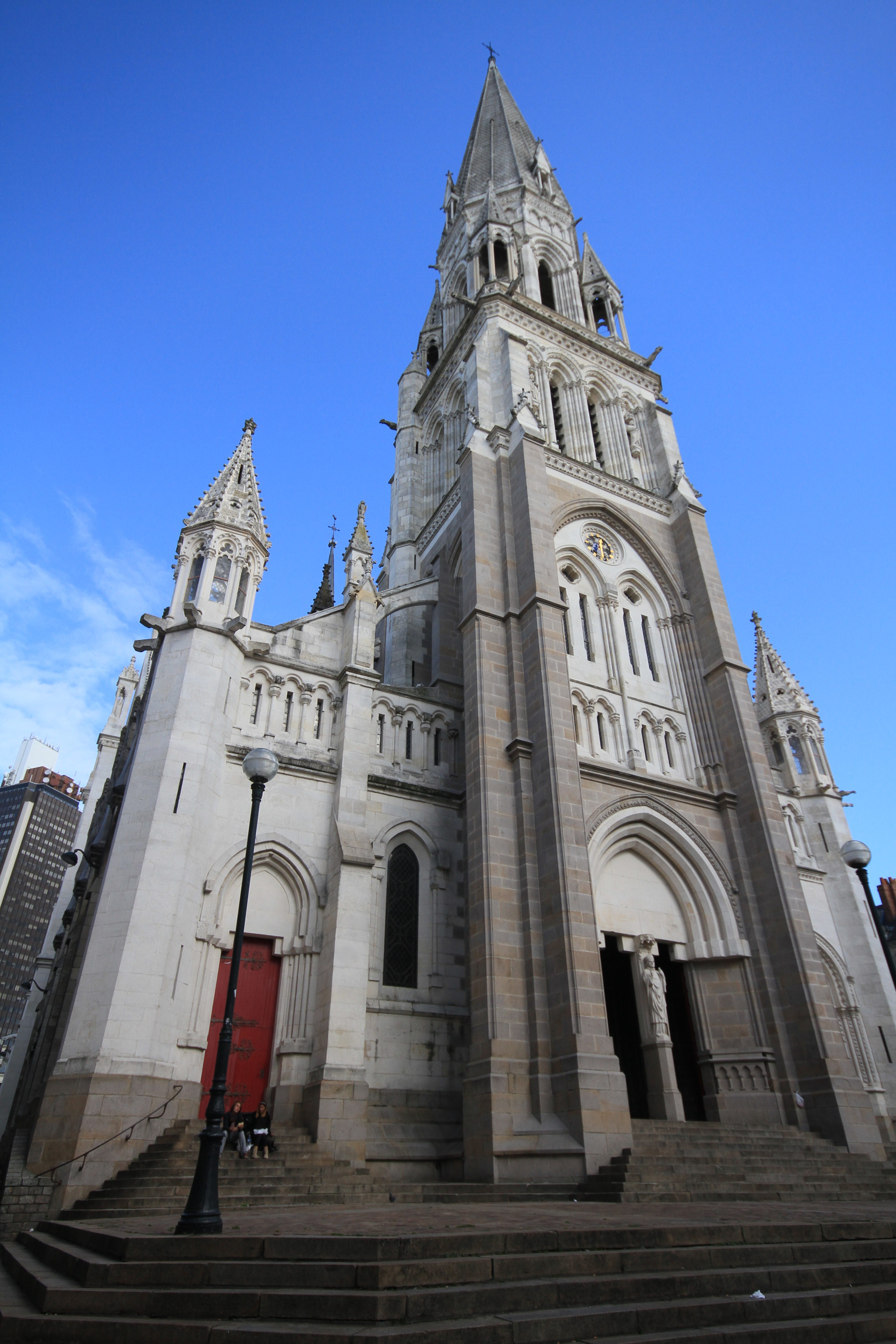
San Nicolás de Nantes

### Primeros años
Jean-Baptiste-Antoine Lassus nació en París el 19 de marzo de 1807. Estudió en el Colegio Stanislas de París, y en 1823 asistió a las clases de dibujo de Christophe Civeton. En 1828 fue admitido en la segunda clase de la École des Beaux-Arts de París, donde siguió los cursos de Louis-Hippolyte Lebas. Fue admitido en 1830 en los cursos de primera clase, pero insatisfecho rompió con la Escuela de Bellas Artes y el predominio del estilo neoclásico, se unió al estudio de arquitectura de Henri Labrouste.
En 1833 participó en el Salón donde presentó una restitución del pabellón central del Palacio de las Tullerías a partir de los planos de Philibert Delorme. En 1835, propuso un proyecto de restauración de estilo gótico de la Sainte-Chapelle en el Salón que fue merecedor de una medalla de segunda clase. En 1836, fue el refectorio del priorato de Saint-Martin-des-Champs el objeto de un proyecto de restauración nuevamente presentado en el Salón.

### Carrera profesional
Lassus consiguió encargos para diseñar iglesias y ampliaciones de conventos. En 1835 comenzó a restaurar la iglesia de San Severín, en París. En 1836 a Lassus y a Félix Duban se les encomendó restaurar la Sainte-Chapelle. Trabajó en este proyecto durante el resto de su vida, concentrándose en la flecha y en la decoración del interior, que restauró a su primitivo estado.
Se convirtió en arquitecto a cargo de San Severin en 1837. Reedificó el portal de la iglesia de Saint-Pierre-aux-Bœufs sobre su fachada, que acababa de ser demolida. En 1838 era inspector de las obras de la iglesia de Saint-Germain-l'Auxerrois de París en la que trabajó con Hippolyte Godde.
En 1839 Duban era el responsable de la restauración de la Sainte-Chapelle de París y Lassus fue nombrado inspector de las obras. En 1840 se presentó para la construcción de la nueva iglesia de San Nicolás de Nantes, que se construyó en última instancia según sus planes entre 1844 y 1869. Se trata de uno de los primeros edificios neogóticos construidos en Francia en el siglo XIX.
Presentó un proyecto para la tumba de Napoleón I en 1841 y realizó la tumba del abad abad de l'Épée en la iglesia Saint-Roch de Paris. En 1843 ganó el concurso de restauración de la catedral de Nuestra Señora de París junto con Eugène Viollet-le-Duc, contra Jean-Charles Danjoy y Jean-Jacques Arveuf. Acometieron las obras en 1844 —sustituyeron la antigua escultura con obras nuevas, a menudo moviendo las esculturas anteriores a museos— y Lassus transmitió una gran parte de sus conocimientos a Viollet-le-Duc, trabajando con él también en la restauración de la Sainte-Chapelle. Luego lassus se convertirá en inspector de la agencia del Palacio de Justicia de París, bajo la dirección de Joseph-Louis Duc y Étienne-Théodore Dommey.
Construyó el seminario menor de la calle Notre-Dame-des-Champs en 1845.
En 1848 realizó una misión como experto en la catedral de Saint-Pierre-et-Saint-Paul de Nantes. Fue nombrado arquitecto diocesano de Chartres y el mismo año de Le Mans.
Ese mismo año Duban dejó su puesto en la Sainte-Chapelle para dedicarse a la restauración del Palacio del Louvre y Lassus fue nombrado su sucesor. Comenzó la demoleción de la escalera sur que databa de 1811 y que permitía acceder a la primera planta e hizo reconstruir entre 1853 y 1855 la flecha demadera de cedro por el carpintero Bellut. Las esculturas que adornan la flecha fueron ejecutadas por el taller de Adolphe Geoffroy-Dechaume.

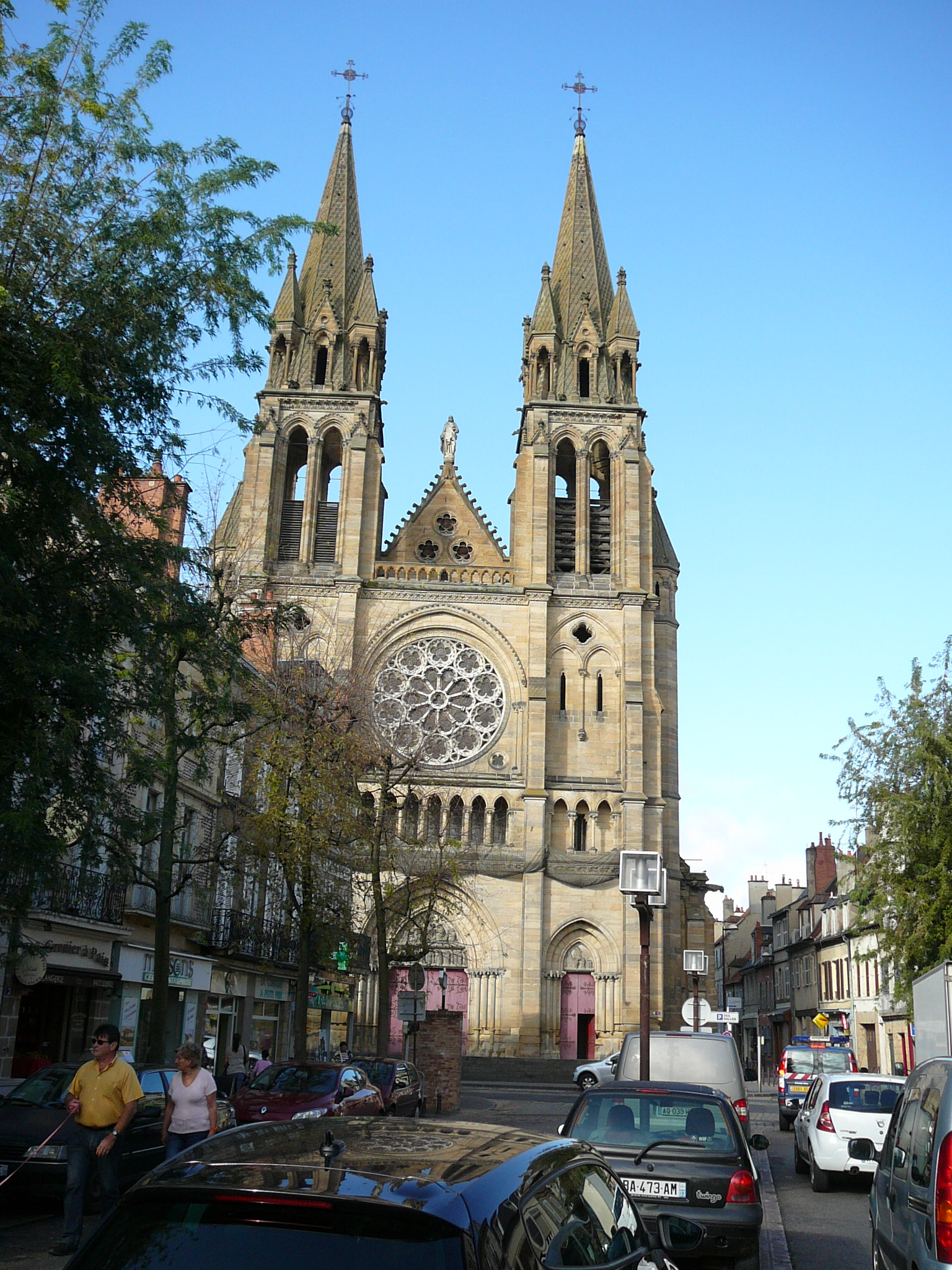
La iglesia del Sacré-Cœur de Moulins no fue acabada hasta después de la muerte de Lassus.

Fue el responsable de la iglesia del Sagrado Corazón de Moulins en 1849. Lassus y Louis Gabriel Esmonnot se encargaron de construir la basílica del Sacré-Coeur en Moulins en 1849.
En 1850 hizo los primeros estudios de la Iglesia Saint-Pierre de Dijon, que fue construida entre 1853 y 1858.
En 1852 presentó el proyecto de construcción de la nave central de la catedral de Moulins. En 1853 comenzó los estudios para su último proyecto, la Iglesia Saint-Jean-Baptiste de Belleville, en París, revelando su comprensión del estilo gótico, fruto de sus investigaciones arqueológicas y de su reflexión religiosa.
En 1855 participó en el concurso de la catedral de Notre-Dame-de-la-Treille, en Lille. Fue responsable de la reconstrucción de la Iglesia de Cusset.
Lassus contrajo una enfermedad del hígado, que finalmente le ocasionará la muerte. Murió el 15 de julio de 1857 en Vichy, donde había ido en busca de una cura. Su funeral se celebró en Notre-Dame el 20 de julio de 1857. Descansa en la capilla funeraria de la familia en el cementerio de St. Louis de Versailles y su tumba fue diseñada por Viollet-le-Duc.
Jean-Baptiste Lassus construyó también algunos edificios privados, como el hotel del príncipe Soltykoff, en el número 20 de la Avenida Montaigne en París, ahora demolido. Este hotel, construido para albergar la colección del príncipe, se inspiró en los modelos de la arquitectura civil del siglo XV. Estaba situado junto a la casa pompeyana del príncipe Napoleón construida en 1860 por Alfred Normand, demolida en 1891. Fue también el autor de otro hotel construido alrededor de 1850, que aún se conserva, en Maisons-Laffitte, en rue Albine, 4, para Prosper Tourneux en estilo Luis XIII.
Lassus debió trabajar en el castillo de Chateauvieux en Loir-et-Cher, en el castillo de Vaux para Saint-Parres-lès-Vaudes, en 'Aube. Además también participó en el desarrollo del estilo neogótico en las artes decorativas diseñando muebles, ornamentos litúrgicos y encuadernaciones de libros.

## Estilo
Lassus a lo largo de su vida diseñó algunos edificios seculares donde demostró que podía construir, cuando se lo requerían sus clientes o por armonía con los edificios circundantes, en los estilos de moda Louis-Philippe o Luis XIII. Sin embargo, trabajó principalmente en estilo gótico en los edificios religiosos, en particular en San Nicolás de Nantes (1840), en el Sacré-Coeur de Moulins (1849), en Saint-Pierre de Dijon (1850), en Saint-Jean-Baptiste de Belleville (1853) y en la iglesia de Cusset (1855).
Lassus fue crítico con la Académie française, que sólo reconocería la arquitectura griega y romana pagana, que él veía como importaciones extranjeras. Dijo de la arquitectura griega que no se ajustaba a la religión ni al clima de Francia, e incluso a los materiales disponibles en el país. Favoreció fuertemente la arquitectura gótica, un estilo cristiano que se había originado en Francia. Era un purista, que sólo utilizaba materiales históricos de construcción y trató de mantenerse fiel a conceptos originales. Insistió en el carácter portante de la ojiva, oponiéndose el discurso despectivo de Quatremère de Quincy que no veía en el gótico más que la expresión del desorden o del capricho.
Creía que los edificios de la primera época gótica eran racionales y funcionales, la cima de la arquitectura francesa. El gótico tardío había degenerado y la arquitectura del Renacimiento introdujo influencias extranjeras y paganas. Consideraba que la restauración de los edificios góticos debía respetar su autenticidad formal y estructural. Los principios del primer periodo gótico serían la base para una nueva arquitectura del siglo XIX.
Trató de construir un edificio rico de una poesía religiosa trabajando sobre la luz, la multiplicidad de puntos de vista, la variedad en la unidad y la ligereza de la construcción:

Los monumentos góticos llevan el espiriru hacia el cielo donde se alzan sus pirámides: uno podría pensar que el artista ha querido levantar tantas escalas de Jacob, para poner al hombre en relación con Dios. Cada paso que se da en una iglesia gótica modifica la perspectiva y cambia para el observador la apariencia del monumento. El espíritu se eleva de un solo golpe a la región de las maravillas. La unidad os golpea primero y sin embargo cada parte, cada detalle os presenta una combinación nueva, una disposición tan ingeniosa como inesperada, y en el que cada paso os procura el placer de un descubrimiento. La inspiración ha triunfado sobre todos las obstáculos materiales, abriendo las puertas de un mundo nuevo.
Les monuments gothiques emportent l'esprit vers le ciel où s'élancent leurs pyramides : on croirait que l'artiste a voulu dresser autant d'échelles de Jacob, pour mettre l'homme en rapport avec Dieu. Chaque pas que l'on fait dans une église gothique modifie la perspective et change pour l'observateur l'aspect du monument. L'esprit s'élève d'un seul coup à la région des merveilles. L'unité vous frappe d'abord et cependant chaque partie, chaque détail vous présente une combinaison nouvelle, une disposition aussi ingénieuse qu'inattendue, et dans lesquels chaque pas vous procure le plaisir d'une découverte. L'inspiration a triomphé de tous les obstacles matériels, ouvert les portes d'un monde nouveau.
Lassus, Histoire et description des mœurs en Europe, Paris, 1851

## Publicaciones
- Jean-Baptiste Lassus; Eugène-Emmanuel Viollet-le-Duc (1843). Projet de restauration de Notre-Dame de Paris, rapport adressé à M. le ministre de la Justice et des Cultes, annexé au projet de restauration remis le 31 janvier 1843. Paris: Mme de Lacombe impr. p. 40.
- Jean-Baptiste Lassus (1844). «Légende et tombeau de saint Ronan». Annales archéologiques I: 186-188.
- Jean-Baptiste Lassus (1845). «De l'arc aigu appelé ogive». Annales archéologiques II: 40.
- Jean-Baptiste Lassus (1846). Réaction de l'Académie des beaux-arts contre l'art gothique. Paris. p. 14.
- Jean-Baptiste Lassus (1849). Rapport au ministre des Travaux publics sur l'isolement de la Sainte Chapelle. Paris: Imprimerie nationale.
- Jean-Baptiste Lassus (1851). Recueil des documents inédits ou rares sur la topographie et les monuments historiques de l'ancienne province du Maine sous la direction de l'abbé Lottin […] et de […] Lassus. Le Mans: M. Pescher.
- Jean-Baptiste Lassus; Paul Lacroix (1851). Histoire et description des mœurs et usages, du commerce et de l'industrie, des sciences, des arts, des littératures et des beaux-arts en Europe. Paris.
- M. E. Hucher with MM. Lassus, Drouet, […] Anjubault et L. Charles […] (1856). Études sur l'histoire et les monuments du département de la Sarthe. Le Mans: Monnoye. p. 276.
- Jean-Baptiste Lassus (1856-57). «De l'éclectisme dans l'art». Revue universelle des arts: 245ff.
- Jean-Baptiste Lassus (1858). Considérations sur la renaissance de l'art français au XIXe siècle. Préface à l'Album de Villard de Honnecourt. Paris: Imprimerie impériale. p. 218.
- Jean-Baptiste Lassus, Eugène Emmanuel Amaury Duval, Adolphe Didron (1867). Monographie de la cathédrale de Chartres. 1-9. Paris: Imprimerie impériale.